# Belagerung von Wittenberg (1760)
Pirna – Lobositz – Prag – Gabel – Kolin – Groß-Jägersdorf – Moys – Roßbach – Breslau – Leuthen – Domstadtl – Olmütz – Neisse – Zorndorf – Hochkirch – Kay – Kunersdorf – Hoyerswerda – Maxen – Koßdorf – Landeshut – Liegnitz – Oschatz – Berlin – Wittenberg – Torgau – Döbeln – Burkersdorf – Reichenbach – Freiberg
Die Belagerung Wittenbergs war eine Episode des Siebenjährigen Krieges, welche durch die Verschärfung des konfessionellen Gegensatzes zwischen Preußen und Österreich ab den 1750er Jahren religionspolitische Brisanz erhielt. Während der dreitägigen Belagerung durch die Reichsarmee wurde infolge der Bombardierung am 13. Oktober 1760 die Wittenberger Schlosskirche zerstört. Bedingt durch unkontrollierbare Brände wurde die preußische Garnison zur Kapitulation gezwungen.

## Vorgeschichte
Wittenberg war beim Ausbruch des Siebenjährigen Kriegs eine wichtige Grenzfestung des Kurfürstentums Sachsen, das der antipreußischen Koalition angehörte. Im Kriegsverlauf wechselte es mehrmals den Besatzer und wurde im Oktober 1760 von einer preußischen Garnison unter Oberstleutnant Konstantin Nathanael von Salenmon (1710–1797) verteidigt, welche aus einem Bataillon des Garnison-Regiments von Grolman und den zwei Bataillonen des Regiments von Plotho (ehemals kursächsisch) bestand.

## Belagerung und Kapitulation

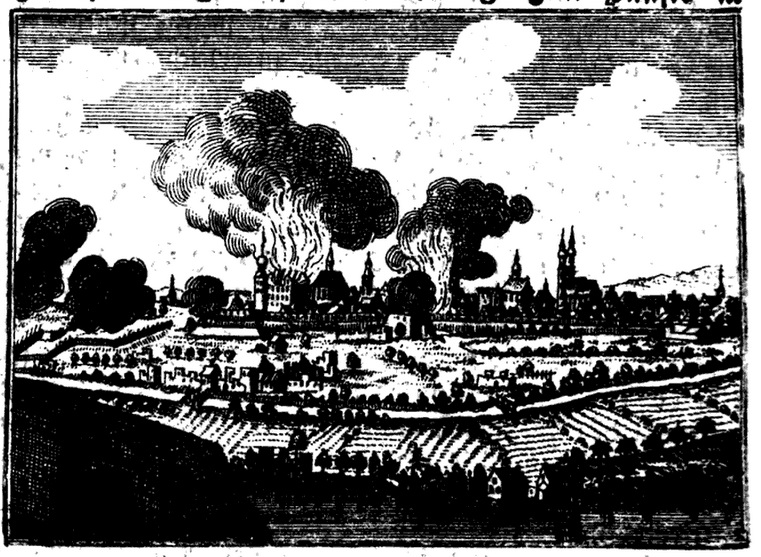
Darstellung der Belagerung im Neueröffneten Historischen Bildersaal zwei Jahre nach dem Ereignis

Bereits am 29. September gelang es dem Oberst von Zedtwitz die Wittenberger Brückenschanze zu stürmen. Die preußischen Truppen konnten aber noch zunächst Widerstand leisten.
Am 4. Oktober wurde Wittenberg aber eingeschlossen und man begann mit dem Bau von Annäherungsgräben.
Am 10. Oktober 1760 rückte die Reichsarmee unter dem Oberbefehl des Herzogs von Zweibrücken vor die Stadt und forderte die Besatzung zur Kapitulation auf. Salenmon beschied die Kapitulationsaufforderung abschlägig, woraufhin am 11. Oktober die Laufgräben eröffnet wurden. Die Artillerie begann die Stadt zu beschießen und konnte die Gebäude in der Nähe des Pulverturms in Brand schießen. 

Am 13. Oktober begannen drei Artillerie-Batterien unter dem Kommando des kaiserlich-königlichen Artillerie-Majors Anton Grumbach mit der Bombardierung Wittenbergs. Große Teile der Stadt wurden in Brand geschossen: Der Großteil der hölzernen Innenausstattung der Schlosskirche ging infolge des Bombardements verloren. Die Holztür, an der Luther nach verbreitetem Glauben den Thesenanschlag vollzogen hatte, sowie seine Grabstätte verbrannten. Am Abend stürmte zudem ein Kommando von Freiwilligen der Reichsarmee unter dem Kommando des Generalmajors Graf Wartensleben den gedeckten Weg der Festung und nahm einen Offizier und 30 Gemeine gefangen. Da der Stadtbrand es erschwerte die Wälle zu verteidigen, ein Sturmangriff befürchtet wurde und der Brand das Pulvermagazin ernsthaft bedrohte, musste die preußische Besatzung am Folgetag kapitulieren. Salenmon ließ die Schamade schlagen und seine drei Bataillone mussten am 14. Oktober auf dem Festungsglacis die Waffen strecken.

## Folgen

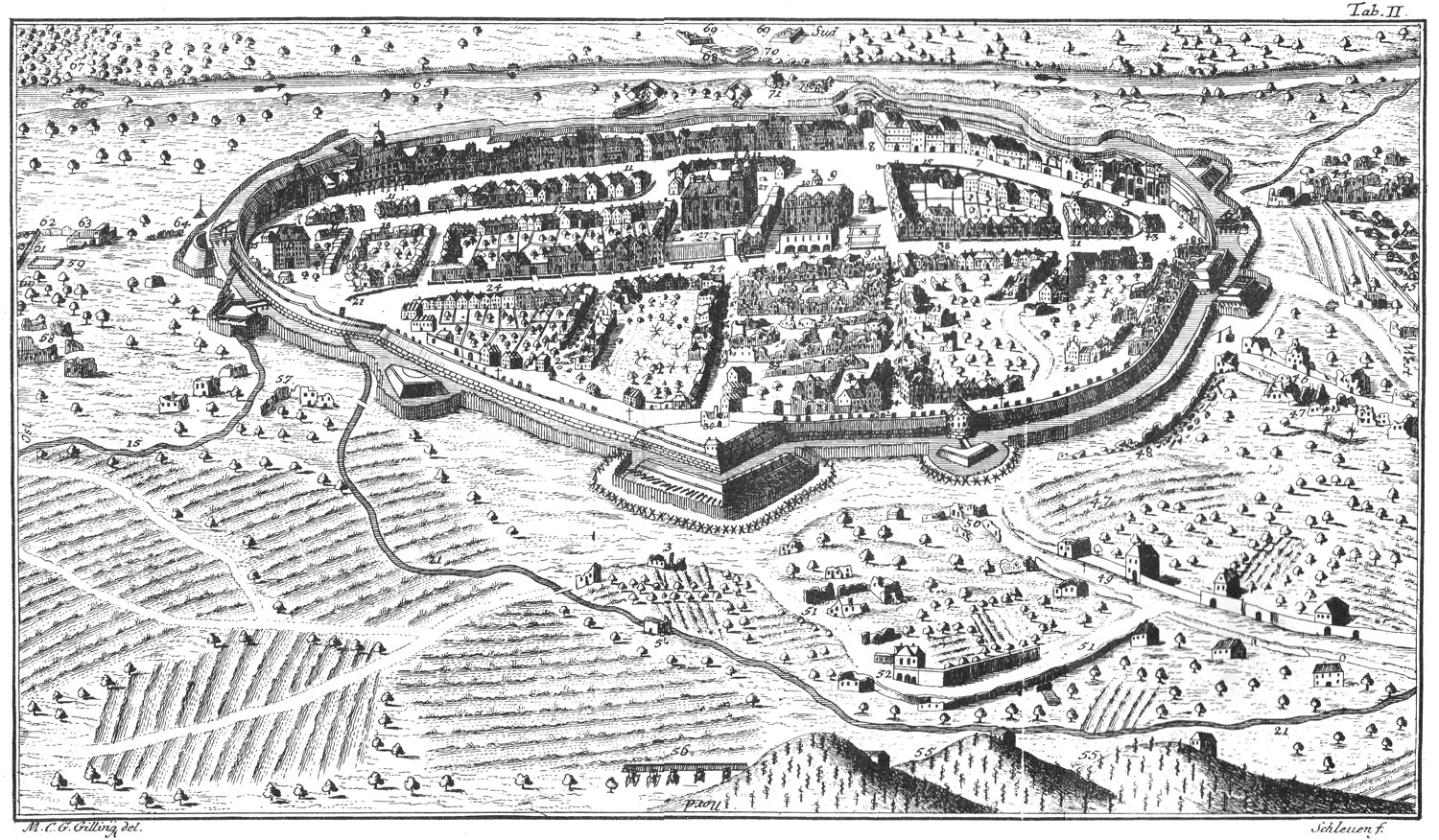
Wittenberg nach dem Bombardement, Kupferstich aus Georgis Wittenbergischer Klage-Geschichte

Die Reichsarmee erbeutete 15 Fahnen, ein großes Magazin, 28 Kanonen und 6 Mörser. Die preußischen Kriegsgefangenen wurden nach der Kapitulation überwiegend in der Reichsstadt Memmingen einquartiert und bewacht.
Die Zerstörung des bedeutenden Erinnerungsortes der Lutheraner rief ein erhebliches Medienecho hervor. Da die Reichsarmee in Wittenberg die Interessen des lutherischen Kursachsen verfocht und u. a. aus kursächsischen Verbänden bestand, konnten ihr keine antilutherischen Absichten unterstellt werden. Das Bedauern allerdings war groß. Ein anonymer Autor dichtete im Stil von Gleims Kriegsliedern:

„Hin hin, zum Tempel des Herrn, wo Luther einst standhaft gelehret

Soll zuversichtlich mein Fuß mich Rettung suchenden tragen.

Da will ich – – o Zorn des Gerechten! auch hier ist Verderben und Flamme!

Schon stürzt der treue Lehrstuhl des ersten muthigen Lehrers

Zum wilden Grabmaal über seine schlummernde Beine.“

In zahlreichen britischen Zeitungen erschien ein offizieller preußischer Bericht, in welchem das Vorgehen der Reichsarmee bei der Belagerung angegriffen wurde. Wittenberg sei ohne jede Notwendigkeit in Schutt und Asche gelegt und das Geschützfeuer nur in sehr geringem Maße auf die Festungswälle gerichtet worden.